# Полицейский по найму
«Полицейский по найму» — фильм 1987 года. Один из культовых полицейских боевиков восьмидесятых.

## Сюжет
Сержант Тони Черч проводит спецоперацию по захвату наркоторговцев. Сделка происходит в гостинице, покупателем является полицейский агент. Всё идёт успешно, но врывается человек в бронежилете и бронешлеме, вооружённый пистолетом-пулемётом и свето-шумовыми гранатами. Он расстреливает оглушённых наркоторговцев и полицейских, забирает деньги и наркотики. Попутно он берёт в заложники проститутку Деллу, которая видела его лицо, и убивает её клиента. Сержант Черч чудом остаётся жив. Он спасает Деллу, но налётчик уходит. Комиссар полиции обвиняет сержанта Черча в провале операции и отстраняют от работы, и Тони увольняется после перебранки с начальством. Налетчик выслеживает Деллу и бьёт её в спину стилетом, но она выживает. Делла нанимает за большие деньги Черча, чтобы он её защитил. Черч начинает расследование. Он выходит на преступного авторитета Александра и наёмного убийцу по прозвищу Танцор, который был уволен из полиции за жестокость и превышение служебных полномочий.

## В ролях
- Бёрт Рейнольдс — Тони Чёрч
- Лайза Миннелли — Делла Робертс
- Джеймс Ремар — Адам "Танцор" Бут
- Дайон Уорвик — Бет
- Майкл Рукер — Джо
- Ричард Мазур — Роджер
- Робби Бенсон — Питтс

## Съёмки
Съемки должны были начаться в октябре 1986 года, но были перенесены на ноябрь. Это был дебют в художественном фильме режиссёра Джерри Лондона, который сделал себе имя благодаря своей работе над такими мини-сериалами, как «Сёгун».
Берту Рейнольдсу заплатили 3 миллиона долларов за роль. «Его последние две картины были темными фильмами», — сказал режиссёр Джерри Лондон. «Зрители не выходили из кинотеатров с тем теплым светом, который может дать Берт. Я думаю, что этот фильм сделает это. Все говорят, что Берт не был лучше за последние годы».
Это был первый за пять лет фильм Миннелли. Она была госпитализирована в клинику Бетти Форд в 1984 году по причине злоупотребления психоактивными веществами. «Все, кого я знаю, включая меня, попадают в беду», — сказала она. «Когда вы слишком много доверяете общественному мнению, когда ваше чувство себя становится размытым, когда вы чувствуете, что то, что люди думают, важнее, чем то, что вы чувствуете … вот тогда это опасно, и это легко сделать — мне, домохозяйке. Вот когда ты беспокоишься о том, чтобы выспаться, поэтому ты принимаешь снотворное; когда другие люди думают, что у тебя лишний вес, ты принимаешь таблетки для похудения. И тогда ты оказываешься в реабилитации».